# Кенаральская волость
Киньаральская волость (также Кень-Аральская, Кенеральская) (каз. Кеңарал болысы) — административная единица на северо-востоке Кустанайского уезда Тургайской области Российской империи (позже — Кустанайской губернии РСФСР), существовавшая во второй половине XIX — в первой четверти XX веков. Занимала бо́льшую часть площади современного Фёдоровского района Костанайской области. 

## География
Киньаральская волость находилась в северной части Кустанайского уезда Тургайской области. Она занимала площадь размером около 270 тыс. десятин по данным экспедиции Щербины, причем сюда входили только призимовичные пространства без летовочных мест, общих с другими волостями. До разукрупнения на востоке доходила до границы с Мендыгаринской волостью. В начале XX века из волости были выделены Уйская, Каменско-Белоярская, Шумная и др. более мелкие волости. 
Северная часть волости, прилегающая к реке Уй, представляет волнистую прибрежную полосу шириной приблизительно от 2 до 8 верст, обильно изрезанную логами (саями), впадающими в реку Уй, а также отдельными оврагами и балками, имеющими выход к долине этой же реки и придающими местности волнистый, а иногда ближе к берегу, и холмистый характер. В значительной степени волнистость и холмистость полос Уя и Тобола объясняется и тем обстоятельством, что правые берега вышеупомянутых рек являются высокими, крутыми, а левые низменными, пологими». На 1914 год основное население волости состояло преимущественно из украинцев, русских, казаков бывшей Нижне-Уйской дистанции и казахов Младшего и Среднего жузов (племён Кыпшак (роды: кольденен (карабалык, торайгыр, узун); торе, толенгут, жетыру (тама), байулы (жаппас)).
Границы волости в начале XX века постоянно менялись. В начале XX века в Кустанайском уезде количество волостей значительно возросло, это было связано с активным переселением крестьян из южных и центральных областей России. Процесс разукрупнения волостей затронул и  Киньаральскую волость: она значительно уменьшилась по площади.  Название "Кенеральский" сохранилось за одним из совхозов Фёдоровского района Кустанайской области.

## История
Волость создана в первой половине XIX века. Тогда населена была преимущественно киргиз-кайсаками, переселившимся из Средней Азии и Западного Казахстана во второй четверти-середине XIX века и казаками бывшей Нижне-Уйской дистанции, частично освоившими эти земли еще в XVIII веке.  Позже, к концу XIX века, стало расти переселенческое население из Украины и европейской части России.  
В середине XIX века в Кенаральской волости (Аул №4)  была открыта первая светская казахская школа, курировал которую педагог-просветитель Ибрай Алтынсарин. 
Местное население обрабатывало землю: казахи и русские старались возделывать землю сами, но большую часть земель все же сдавали в аренду крупным купцам - Краснопееву Мартыну Кузьмичу, Архипову Михаилу Петровичу и другим.
Жители разукрупненной Киньаральской волости (1915) принимали участие в Первой мировой войне. Известно имя, по крайней мере, одного участника войны-уроженца Киньаральской волости: Рженов Абдул
В период Гражданской войны развернулось партизанское движение против белогвардейцев. Организаторами подполья в Кустанайском уезде стали участник Октябрьского восстания в Москве М. Г. Летунов, матрос Черноморского военного флота Г. И. Муляр, участник штурма Зимнего дворца А. И. Миронов, член Тургайского Совдепа К. М. Иноземцев, председатель Кустанайского ЧК И. Эльбе. Подполье в Кенаральской волости возглавил один из вожаков восстания 1916 года Утеп Ибраев.

## Территориальные изменения
В 1906 - 1915 гг. в результате административной реформы большие волости Кустанайской губернии были разукрупнены. В составе Кустанайского уезда из территорий Киньаральской волости были образованы: Аральская, Каменско-Белоярская, Коскульская, Кенеральская и др.волости.

## Известные личности
На территории округа родился выдающийся казахский врач Мухамеджан Карабаев (1858-1928).